# Ryan Hardie
Ryan Hardie (* 17. März 1997) ist ein schottischer Fußballspieler, der beim FC Blackpool unter Vertrag steht.

## Karriere

### Verein
Ryan Hardie spielte bis zum Jahr 2014 in der Youth Academy der Glasgow Rangers. In dieser absolvierte er neben Ligaspielen der verschiedenen Juniorenteams auch Spiele im Glasgow Cup. Am 23. September 2014 debütierte Hardie unter Teammanager Ally McCoist für die Rangers in der dritten Runde des Scottish League Cup 2014/15 gegen den FC Falkirk. Sein Ligaspieldebüt folgte ein halbes Jahr später, am 30. Spieltag der Scottish Championship 2014/15 gegen den FC Cowdenbeath im Ibrox Stadium. Bis zum Saisonende 2014/15 kam er insgesamt fünfmal in der Liga zum Einsatz und erzielte dabei zwei Tore.

### Nationalmannschaft
Ryan Hardie spielte ab dem Jahr 2012 in Länderspielen der Juniorenteams von Schottland. Er debütierte dabei in der U-16 Nationalmannschaft. Es folgten danach Einsätze für die U-17, U-19 und U-21.